# Georg Gebel
Georg Gebel der Jüngere (* 25. Oktober 1709 in Brieg, Schlesien; † 24. September 1753 in Rudolstadt) war ein deutscher Komponist.

## Leben
Er war der erste Sohn des Organisten Georg Gebel d. Ä. (1685–1750). Die musikalische Begabung des jungen Gebel zeigte sich sehr früh. Schon im Alter von 6 Jahren soll er sich vor den „vornehmsten Standespersonen“ Breslaus mit viel Bewunderung haben hören lassen. Schulwissen bekam er zunächst zu Hause vermittelt. Anschließend sorgte der Vater dafür, dass er eine umfassende Ausbildung auf dem Maria-Magdalena-Gymnasium erhielt.
Prägend war für Gebel die Begegnung mit der Italienischen Oper, deren Aufführungen er in Breslau besuchte.
Im Alter von 20 Jahren war er als Organist an der städtischen Pfarrkirche St. Maria Magdalena tätig, und er leitete als regelmäßiger Gast die Kapelle des Herzogs Karl Friedrich von Württemberg-Oels. Im Rahmen dieser Tätigkeiten dürften auch die ersten größeren eigenen Kompositionen entstanden sein.
Im 26. Lebensjahr wurde Gebel in die Dresdner Privatkapelle des Grafen Heinrich von Brühl aufgenommen, die von dem späteren Thomaskantor Johann Gottlob Harrer geleitet wurde. Gebel war dort Cembalist und im Wechsel mit Harrer auch für die Erstellung der Fest- und Hausmusiken zuständig. Als Mitglied der Brühlschen Privatkapelle führte der Weg Gebels unter anderem 1739 nach Warschau, wo Musiker des Dresdner Hofes wiederholt gastierten.

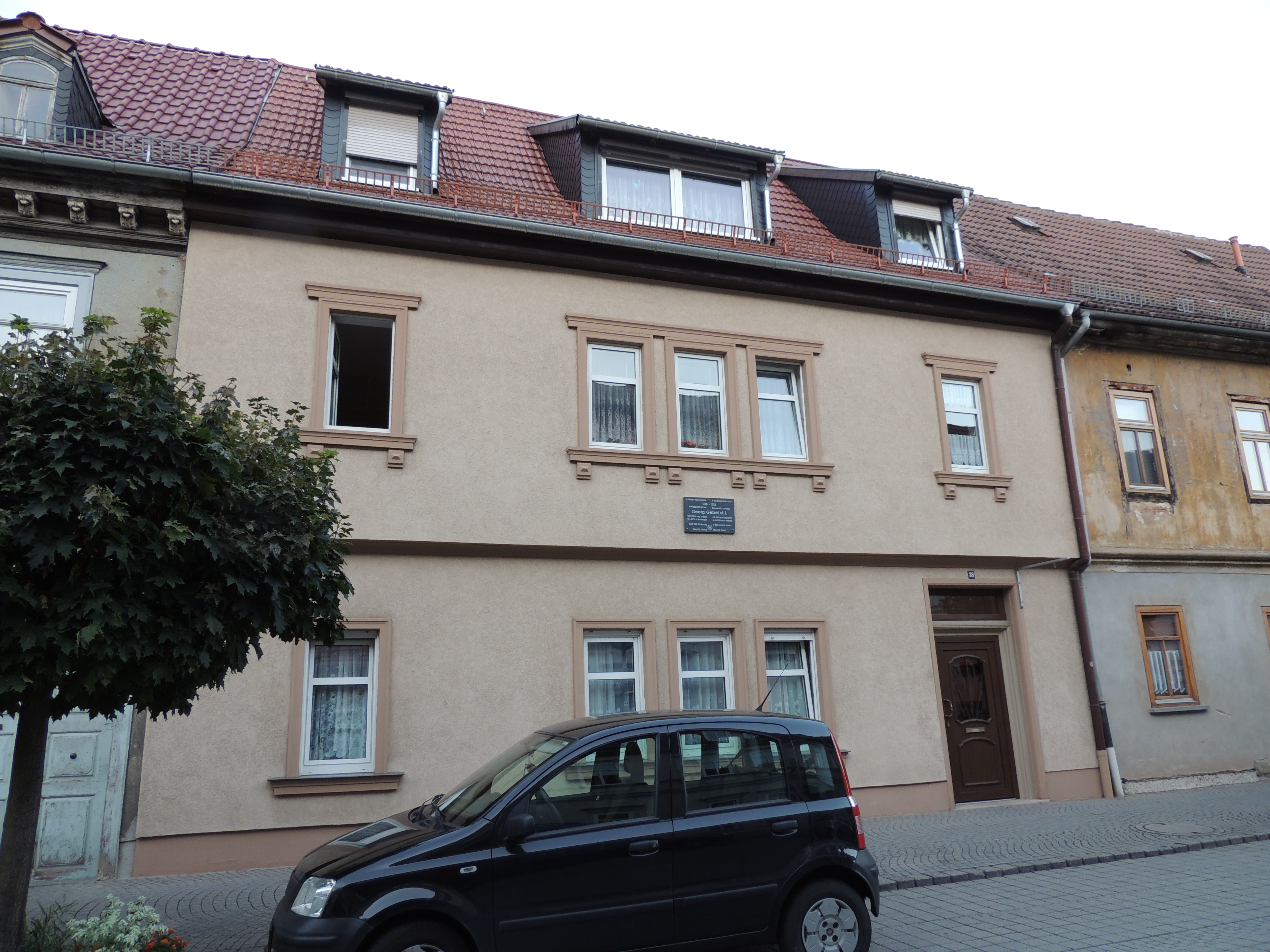
Wohnhaus in Rudolstadt

Nach insgesamt zwölfjährigem Aufenthalt in Dresden ging Gebel zusammen mit seiner Frau Maria Susanna, der Tochter des Berliner Malers Gebel, nach Rudolstadt, wo er neue Aufgaben erhielt und insbesondere als Komponist gefordert wurde und wo er hochgeachtet wurde. Grund für den Wechsel nach Rudolstadt war zudem die geplante Auflösung der Brühlschen Kapelle. Am 29. August 1746 wurde Gebel in der Residenz Rudolstadt zum „Concert-Meister“ ernannt, ab 20. März 1750 durfte er den Titel „Capell-Meister“ führen. Die Produktivität, die er am Rudolstädter Hof entfachte, war immens, und solcher Art, dass sie, wie Peter Gülke es formulierte, zugleich „ohne die Gewähr von Gediegenheit“ nicht denkbar wäre. Neben den nahezu komplett erhaltenen Kirchenkantaten-Jahrgängen von 1748 und 1751 sowie zwei Passionsmusiken sollen nicht weniger als zwölf Opern, mehr als 100 Sinfonien und Partiten sowie weitere Cembalokonzerte komponiert worden sein.
Seine Werke, von denen nahezu ausschließlich die Kantaten und Oratorien erhalten geblieben sind, werden heute im Thüringischen Staatsarchiv Rudolstadt (Schloss Heidecksburg) aufbewahrt (Musikalienbestand Hofkapelle Rudolstadt, HKR).

## Werke
- 144 Kantaten, verteilt auf 3 Jahrgänge (1747/1748, 62 Werke erhalten; 1749, fragmentarisch überliefert, 13 Werke erhalten; 1750/1751, 69 Werke erhalten)
- 4 „Kyrie“-Vertonungen
- 1 Passionsmusik in 6 Teilen für Soli, Chor und Orchester (HKR 976)
- 1 Weihnachtsoratorium (HKR 843)
- 1 Neujahrsoratorium (HKR 827)

## CD-Einspielungen
- Georg Gebel: Sinfonie G-Dur; Hofkapelle Rudolstadt 1, Thüringer Symphoniker Saalfeld-Rudolstadt, Leitung: Konrad Bach, Label: AMU-Records, Audio-CD 1996
- Georg Gebel: Weihnachts- und Neujahrsoratorium, Cantus Thuringia & Capella Thuringia, Leitung: Bernhard Klapprott, mit Monika Mauch, Kai Wessel, Nico van der Meel, Peter Kooij, Label: cpo, Audio-CD 2004
- Georg Gebel: Johannespassion, mit: Ludger Rémy, Dorothee Mields, Henning Voss, Jan Kobow, Klaus Mertens, Sebastian Bluth, Ensemble in Canto Weimar und Weimarer Barockensemble, Label: cpo, Audio-CD 2004
- Georg Gebel: Kantaten zur Weihnachtszeit, Veronika Winter, Britta Schwarz, Andreas Post, Matthias Vieweg, Les Amis de Philippe, Leitung: Ludger Rémy, Label: cpo, Audio-CD 2010
- Georg Gebel: Kantaten zur Weihnachtszeit II. Veronika Winter, Britta Schwarz, Andreas Post, Matthias Vieweg, Les Amis de Philippe, Leitung: Ludger Rémy, Label: cpo, Audio-CD 2011